# Biblioteca Antoni Pladevall i Font
La Biblioteca Antoni Pladevall i Font es la biblioteca municipal del municipio de Taradell en la provincia de Barcelona. Inaugurada en 1987, està situada al Centre Cultural Costa i Font, forma parte de la Red de Bibliotecas Municipales de la Diputación de Barcelona.
Lleva el nombre de Antoni Pladevall i Font, sacerdote y erudito local con amplia bibliografía sobre historia local y comarcal de Osona, historia de Cataluña y temas relacionados con el románico y la época medieval.

## Dirección
Carretera de Balenyà, 101 08552 Taradell